# Palacio de Mora
La casa-palacio de Mora está situada en la calle Ancha, dentro del centro histórico de la ciudad de Cádiz (España). El inmueble, catalogado como Bien de Interés Cultural desde 1981, data de mediados del siglo XIX y es obra del arquitecto Juan de la Vega y Correa. 
Se trata de un inmueble cuya tipología se corresponde con el modelo de casa decimonónica de estilo isabelino, compuesta de tres plantas, con fachadas a la calle y cuyo interior gira en torno a un patio principal, otro patio posterior y un jardín.

## Exterior

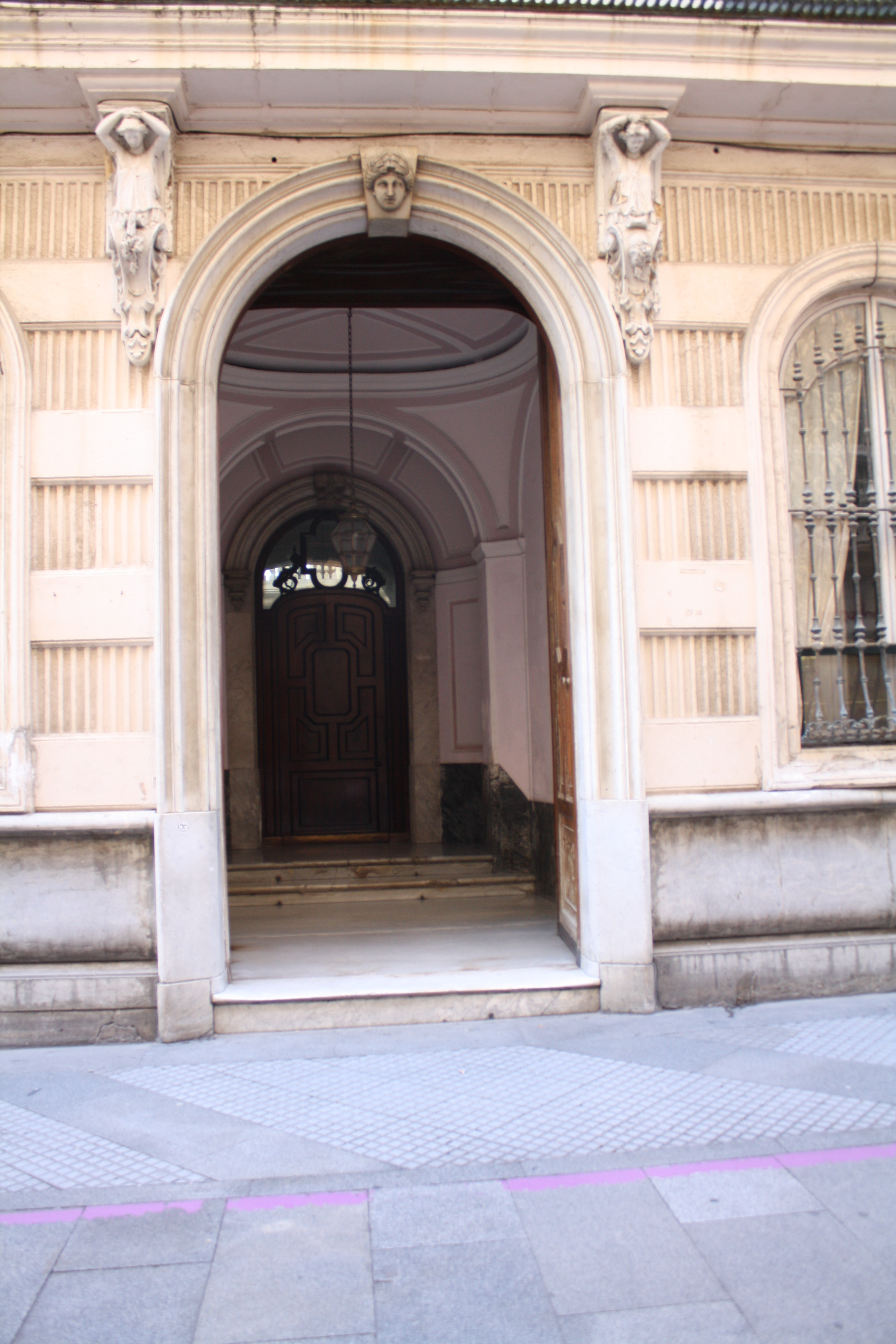
Casa puerta del palacio de Mora.

La fachada principal del palacio es de grandes dimensiones decorada en mármol, se haya dividida en altura de tres cuerpos y ático. Toda la fachada se articula en tres calles, en el que destaca la central, en la que se alberga el vano de acceso formado por un arco de medio punto y sobre la que se abre en el primer piso una balconada con columnas dobles de mármol, y cuyo vuelo se encuentra sustentado por ménsulas con figuras de atlantes.
También son de gran valor los cuatro enormes cierres-miradores que aparecen junto a este cuerpo central, dos a cada lado, donde la composición y el tratamiento de los materiales y su ejecución son de una gran calidad. Tanto las columnas, como las ménsulas, u otros elementos del exterior y del interior de la casa fueron traídos desde Carrara expresamente para esta obra.

## Interior
En su interior, a continuación de la casapuerta, se abre un gran patio central rodeado en sus dos pisos superiores por amplias galerías perimetrales abalaustradas. Las lujosas escaleras revestidas de mármol conducen a las dependencias superiores que conservan la suntuosidad y las dimensiones originales del edificio. La carpintería interior, las arcadas que se muestran al interior del patio, las yeserías de los techos o la gran montera central, representan en este edificio todo un alarde de la estética que responde al gusto imperio francés con el contrapunto efectista de la arquitectura ecléctica.
En la primera planta, destaca la sala principal, conocida como "salón Regio”, de forma rectangular, que conserva el mobiliario concebido para su inauguración en 1862, al igual que el resto de la casa y a través del cual se accede al gran balcón.
Destacan en su interior las estatuas de Pagani y otros autores de Milán, los magníficos cuadros de Bianchi (entre ellos la obra “La Toma de Granada”), Juan de Arellano, Eugenio Lucas Velázquez y Zurbarán, así como el mobiliario italiano y francés de finales del siglo XIX, lo que hacen de ella, la única casa señorial de dicho periodo en Cádiz que conserva íntegra todos sus elementos.
Destaca también la capilla presidida por una imagen de la Virgen del Rocío de la escuela sevillana ejecutada 100 años antes de la inauguración de la propia mansión.

## Historia

### Inauguración
La inauguración oficial del palacio se produjo el 30 de septiembre de 1862 con un baile ofrecido por la familia Moreno de Mora por la visita a Cádiz de la reina Isabel II y su esposo Francisco de Asís.
Desde entonces, diversas familias ostentaron su propiedad y mantenimiento entre las que se incluyen las familias Aramburu y Gómez, Carranza, Picardo y los actuales propietarios los hermanos Pries. 
En su interior alberga una pequeña pero muy hermosa biblioteca cuyo uso inicial fue la Sede la Academia Hispanoamericana en Cádiz.
Es destacable que el inmueble al ser un Bien de Interés Cultural conserva todos los bienes muebles desde su inauguración, destacando la colección de relojes y obras pictóricas de la talla de artistas como Juan de Arellano y Henry Bacon. 
Destaca asimismo su Salón Regio y su capilla, única en Cádiz, que alberga quizá la talla más hermosa conocida de la Virgen del Rocio, obra del barroco sevillano.
Desde su inauguración el inmueble ha servido siempre al uso de vivienda, aunque ha acogido actos de variada índole así como festejos familiares y culturales.

## Propiedad
Su antigua propietaria Rosario Vitón, viuda de Manuel Moreno de Mora cedió el inmueble a Micaela Aramburu. Esta posteriormente lo hizo a su sobrina Josefa Gómez De Aramburu casada con el alcalde de Cádiz, Ramón de Carranza, que una vez viudo, lo transmitió en herencia a su hija Carmen Carranza y esta a su hija, María Luisa Fernanda Picardo Carranza, casada con Adolfo Pries, Conde de Pries. Sus actuales propietarios son los herederos del Conde de Pries y de su esposa María Luisa Picardo. 
La casa se puede visitar los miércoles en horario de mañana sin coste alguno. 